# Niki Nana
Dedicado especialmente a Sotiri y Felitsa Hrisomallis es el quinto álbum de Estudio del músico griego Yanni, lanzado bajo el sello Private Music en 1989. El álbum, alcanzó el lugar número 2 en la Cartelera de álbumes de “New Age”, sucediendo eso en su mismo año. Una gran sorpresa para aquellos de ustedes que pensaban que el extraordinario sintetizador de Yanni solo podía entablar el formato de estilo suave WAVE, esto los pondrá a pensar una vez más, pues Yanni funde su estilo inigualable junto al músico John Tesh. Este trabajo se realizó en la “Ciudad del Jardín de Tesh”, lo que influye mucho en este proyecto, creando sonidos más naturales lo cual posibilita aún más la dulce textura del Sintetizador, que se evidencia grandemente en temas como “Running Time” y “Human Codition”. Entrando más en solidez y un poco de fantasía, tenemos el tema de “Quiet Man”; también otros temas no menos importantes que aportan un sonido particular, no quedan atrás como es el caso de la incitante trompeta de Nolan Smith Jr. en “Dance With A Stranger” y las melodías misteriosas de “Nightbird”.

## Temas
| #  | Tema                                      | Duración |
| -- | ----------------------------------------- | -------- |
| 1. | "Niki Nana (We're One) (Sterling, Yanni)” | 5:19     |
| 2. | "Dance With a Stranger”                   | 4:59     |
| 3. | "Running Time"                            | 5:57     |
| 4. | "Someday"                                 | 4:34     |
| 5. | "Human Condition"                         | 5:09     |
| 6. | "First Touch”                             | 2:58     |
| 7. | "Nightbird"                               | 6:00     |
| 8. | "Quiet Man"                               | 4:32     |

## Personal
Todos los temas musicales presentes en este disco fueron compuestos por Yanni

## En otros medios
Salió en el Institucional de Canal 13, estrenado en 1999, después del 18° Aniversario del canal el 11 de febrero de ese año.